# Carnaval Caligari
El Carnaval Caligari es un carnaval ficticio que aparece en la novela Una serie de catastróficas desdichas de Lemony Snicket. Es el escenario principal de El carnaval carnívoro, la novena novela en la serie.
Madame Lulu era la dueña y también era la que hacía funcionar el carnaval, era una de las colegas del Conde Olaf. Junto a los bienes del carnaval había una cabina para los boletos, una cabina de teléfono, varias caravanas, casas de campaña, una tienda de regalos, y una Montaña rusa casi en ruinas.
Casi al final del libro El carnaval carnívoro aparece la fotografía de Lemony Snicket dando la espalda mirando hacia una montaña rusa (ciertamente la del carnaval caligari)
La principal atracción del carnaval era La Casa de los Fenómenos - presentando a sus estrellas, Colette la Contorsionista, Hugo el Jorobado y Kevin el Ambidextro - todos ellos pensaban que eran demasiado raros para vivir en el mundo real.
Mientras la historia surgía en El carnaval carnívoro, se cavó un hoyo para leones. Se cree que los leones mencionados en La pendiente resbaladiza (Los Detectives Felinos Voluntarios) fueron capturados por Olaf en las Montañas Mortmain y traídos al Carnaval Caligari. Los huérfanos Baudelaire también se disfrazaron como fenómenos para esconderse ahí - Violet y Klaus como Beverly y Elliott, el fenómeno de dos cabezas; y Sunny como Chabo la Bebe Lobo.
El Conde Olaf y su grupo de teatro junto con Esmé Miseria destruyeron el carnaval, para esconder la evidencia de que estuvo allí. Según en La cueva oscura (The Grim Grotto), desde El monte las cenizas y el humo se alcanzaron a ver durante días.
También en La pendiente resbaladiza  El hombre sin cabello pero con barba, y la mujer sin barba pero con cabello, menciona que, una pieza importante de evidencia que se encontraba escondida dentro de una figurilla fue vendida en el Carnaval Caligari. En  El carnaval carnívoro se le dio cierta importancia al vendedor de la figurilla el cual nunca apareció y, sin embargo, no se le ha vuelto a mencionar.
- Datos: Q3660627